# نخل لرزانک آمریکای جنوبی
نخل لرزانک آمریکای جنوبی (نام علمی: Butia odorata) نام یک گونه از سرده نخل‌های پرسان است.